# 肯亞航空507號班機空難
肯亞航空507號班機（Kenya Airways Flight 507）是肯亞航空公司（以下簡稱「肯亞航空」）由喀麥隆杜阿拉的杜阿拉國際機場飛往肯亞內羅畢喬莫·肯雅塔國際機場的定期班機。2007年5月5日，一架波音737-800型的客機執行此航班，飛機只有半年機齡，搭載來自27個不同國家，總共105名乘客及9名機組員，於杜阿拉國際機場起飛後不久即墜毀，機上人員全數罹難。
當天，KQ507班機由科特迪瓦阿比让出發，中途經過喀麥隆杜阿拉，並於當地時間00:05（01:05 GMT）於杜阿拉起飛；預計於目的地時間06:15（03:15 GMT）降落於肯亞奈洛比，在離開杜阿拉十多分鐘之後，該飛機發出求救訊號，並在不久後墜毀。飛機殘骸於出事後兩天在機場5公里外的沼澤被發現。

## 墜毀
客機起飛後，機身開始傾向右斜，機長於是使用操縱桿應對。起飛24秒後，飛行高度達到1,000呎，機長放開操縱桿，並在18秒後說"Ok, command"，指示副機長啟動自動駕駛。但副機長未有重覆指示，也沒有說出已啟動自動駕駛。接下來的55秒，客機在無人及無電腦駕駛的狀態下飛行，倾斜角由少於1°增至34°，並響起倾斜警報。
機長可能因為倾斜警報而感到恐慌，他之後的一連串行動使情況進一步惡化。他首先把操縱桿扭向左，然後扭向右邊40°，再扭向左邊11°。在倾斜角達到50°時，機組人員嘗試啟動自動駕駛。之後，機長又嘗試使用右舵來重新控制飛機，卻使客機進一步倾斜。副機長則以相反方向使用操縱桿。機長注意到副機長的操作後，啟用了自動駕駛，此時客機向右倾斜達到115°，高度2290呎，情況已變得無可挽回。客機最終在起飛2分鐘後墜毀在沼澤。

## 調查
喀麥隆政府成立了委會員調查意外原因，美國國家運輸安全委員會也派員前往協助調查。飛行資料記錄器 (FDR) 於5月7日尋獲，駕駛艙通話記錄器 (CVR) 則於6月15日尋獲 ，兩者都被送往位於加拿大的運輸安全委員會進行判讀。
駕駛艙錄音通話中顯示，機長指示副駕駛開啟自動駕駛，但副機長當時過份專注於系統設定而沒有確認自動駕駛模式啟動；當飛機發出傾側警報，駕駛艙陷入一片恐慌，並引發後來的混亂，這顯示機員間缺乏溝通。更甚者，當時飛機右傾超過了35度，機長可能因為陷入了恐慌及空間迷向而失去理性的將控制桿不斷左右扭轉，副機長在沉默良久才驚呼需向左扭修正，兩名駕駛員的操控衝突使自動駕駛被解除。
2010年4月28日，喀麥隆民航局發表最終調查報告。報告指出，客機在未取得飛行管制員的許可下逕自起飛。負責操縱飛機的機長在起飛後多次修正客機向右傾斜。起飛42秒後，機長表示他已啟動自動駕駛儀，但實際上自動駕駛系統並未啟動，副機長也未確認。機組人員並未發現客機逐漸向右傾斜（從機長表示已設定自動駕駛儀時的11度，到40秒後發出傾斜角警告時的34度）。40秒後，傾斜警報響起，機長啟動自動駕駛，但他對控制桿的操控卻使客機進一步倾斜（事後在模擬駕駛室的測試中，若機長啟動了自動駕駛後放手不管，飛機會自行恢復水平飛行）。客機在到達2,900呎時右傾已達115°，機頭開始朝下，正副機師以相反的控制輸入，嘗試重新控制飛機，最終客機以287節（532km/h）撞向地面，撞擊角度為下俯48°，右倾60°。
調查員深入調查兩名機員，發覺機長在訓練期間曾有不及格的記錄，並且對自動駕駛操作缺乏認知；副機長因在前一趟航班中受到機長強硬指責與辱罵，造成他在本次事故中缺乏主動，亦是空難的間接成因。
在機長瓦姆維亞（Wamwea）的升級訓練期間，教官記錄了下列缺點：機組資源管理技能、遵守標準操作程序、駕駛艙檢視掃描、姿勢感知能力。一份2002年的訓練報告指出，機長有對同事過於專橫的傾向。機長還曾在某次客運航班上因備用姿態方向指示器 (ADI) 故障而決定轉向，導致其航線檢查不及格。他隨後接受了複查並通過。即使在成為機長後，還是有這些缺點，教官也對此提交了報告。航空公司收到報告並提出了補救建議。其他肯亞航空的飛行員形容瓦姆維亞機長過於自信和傲慢，但為人友好。喀麥隆民航局表示，他的行為可能受到其訓練挫折的影響。在507號班機上，他對副駕駛基烏魯的態度「像父親一樣」。
副駕駛基烏魯（Kiuru）也有未通過儀器飛行規則和無線電通訊測試的紀錄而需重考。儘管他的整體表現尚稱合格，但教官注意到基烏魯在監察飛行員的操作錯誤並指出錯誤方面，以及啟動自動駕駛儀後監測其運行方面，都有問題。同事認為基烏魯內向且不夠自信。在507號班機上，他因瓦姆維亞機長對他的不尊重對待而感到膽怯（儘管瓦姆維亞曾給予基烏魯一些鼓勵），因此並未質疑機長的錯誤，反而依賴機長的自信。
喀麥隆民航局最終認定墜機的可能原因是「在長時間緩慢滾轉過程中，未快速檢視儀表讀數，加以夜晚缺乏外部目視參考，造成空間定向障礙導致飛機失控。操作控制失當、機組員協調不良，加上未遵守飛行監控程序、自動駕駛儀使用上的混亂，也是事件發生的因素。」

## 遇难乘客国籍
以下为2007年5月5日在本次事故中不幸罹難乘客及機組員的国籍分布。

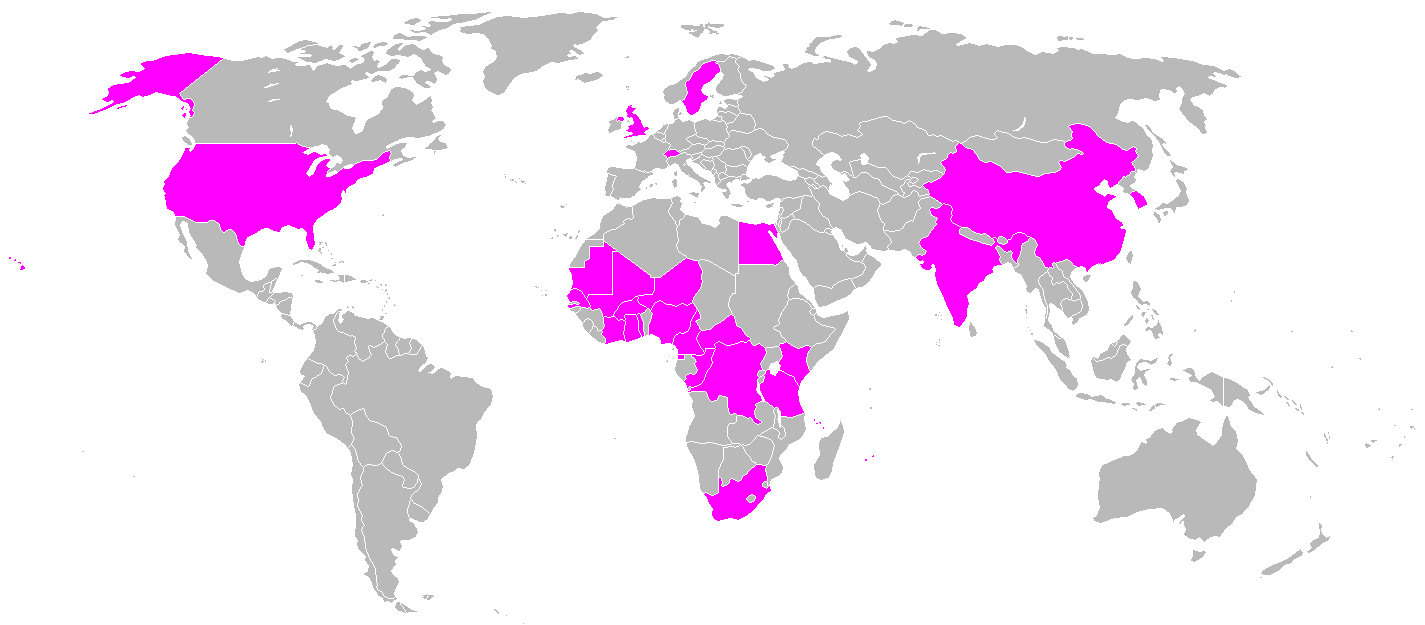
图中粉红色标示在本次坠毁事故中至少有一名遇难者的国家

| - 喀麦隆 37 - 印度 15 - 9 （包括整隊机组員） - 南非 7 - 6 - 尼日尔 6 - 中华人民共和国 5 - 英国 5 - 尼日尔 3 | - 中非 2 - 刚果民主共和国 2 - 赤道几内亚 2 - 布吉納法索 1 - 1 - 刚果共和国 1 - 埃及 1 - 1 - 1 | - 毛里塔尼亚 1 - 模里西斯 1 - 塞内加尔 1 - 1 - 瑞典 1 - 瑞士 1 - 坦桑尼亚 1 - 多哥 1 - 美国 1 |

## 新聞報導
- BBC News（页面存档备份，存于）
- MSNBC News （页面存档备份，存于）

## 外部連結
- Airliners.net （页面存档备份，存于） 事故飛機5Y-KYA的照片